# Baldinger Straße 22 (Nördlingen)

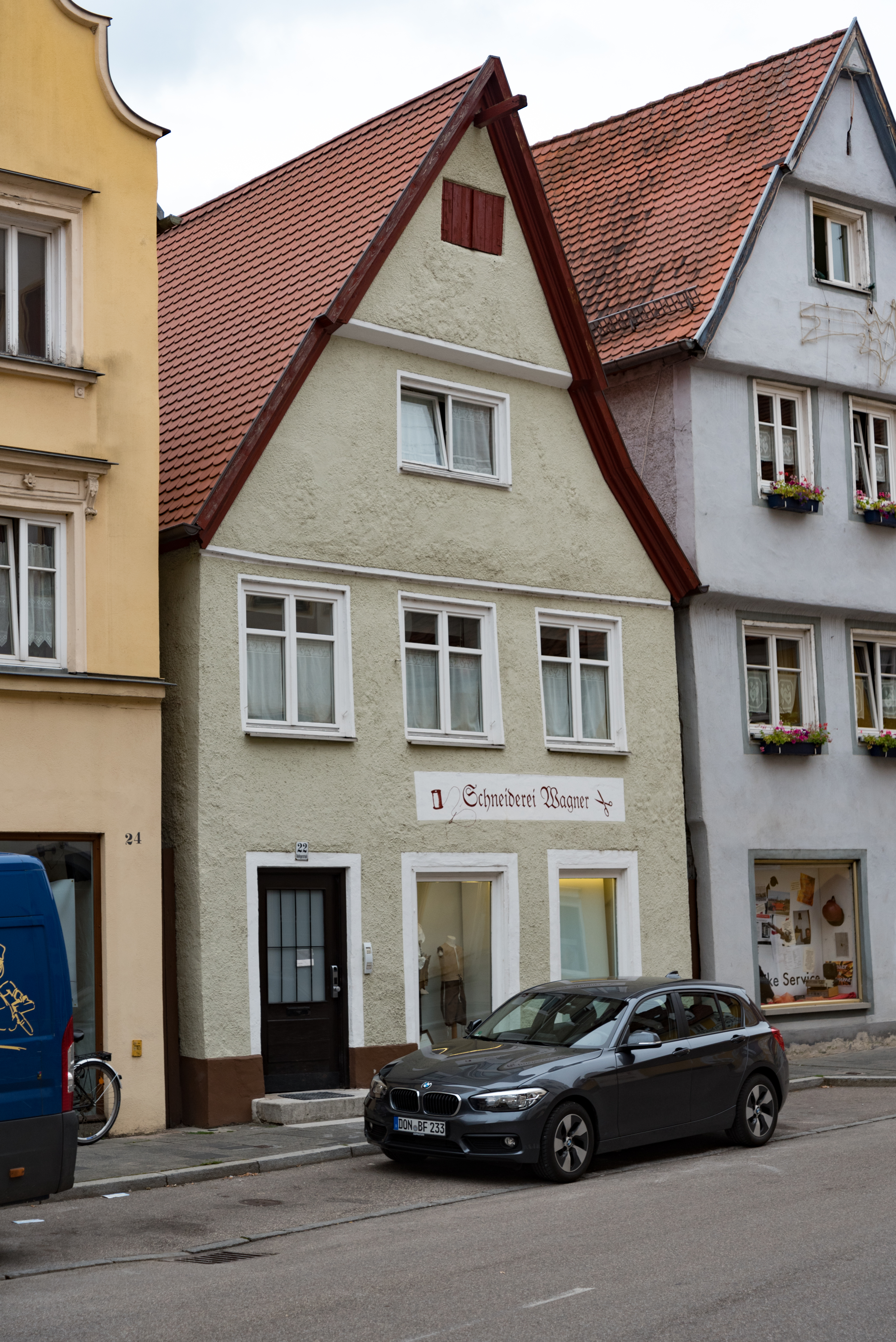
Fachwerkhaus Baldinger Straße 22 in Nördlingen

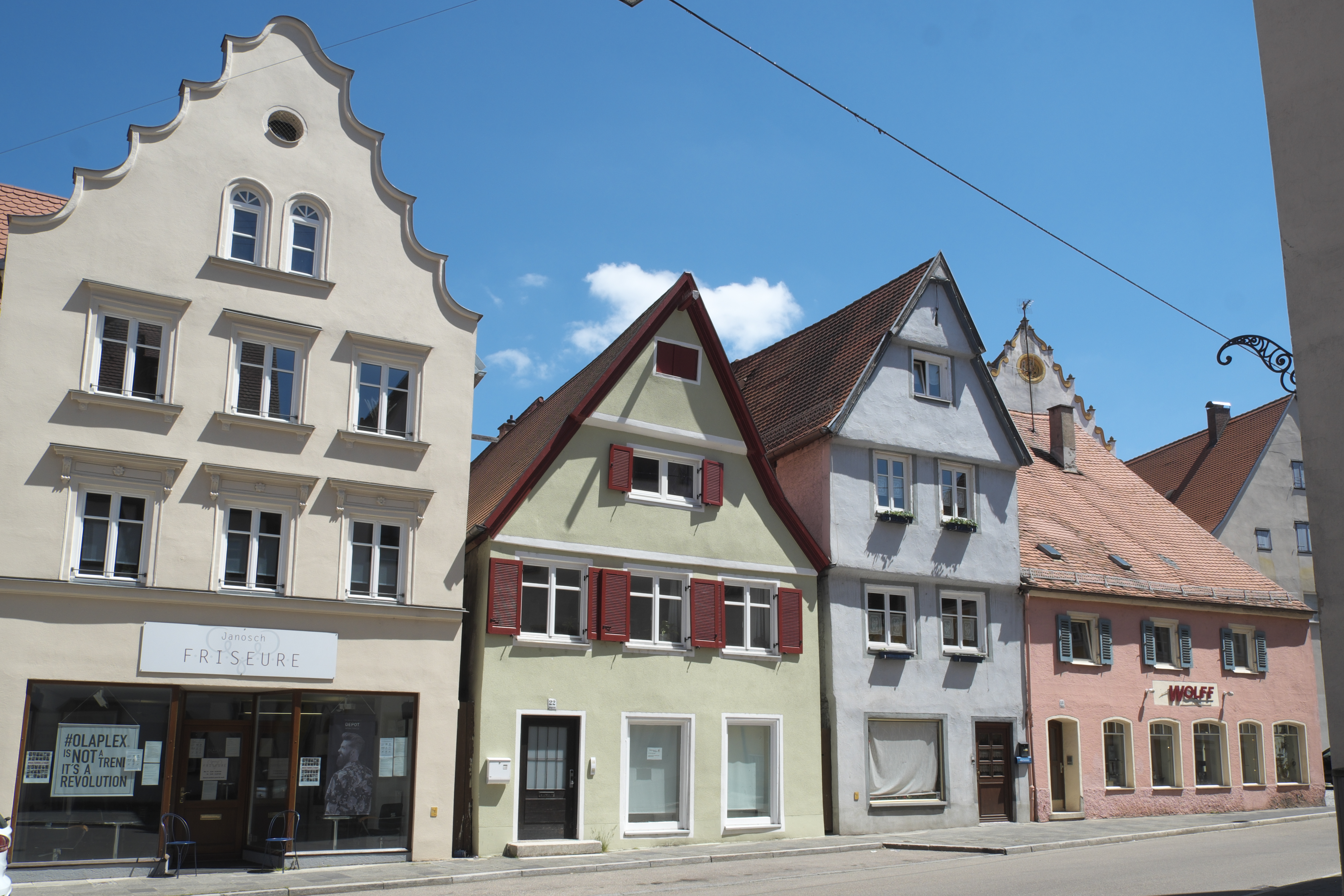
Häuserzeile Baldinger Straße 24 bis 18

Das Gebäude Baldinger Straße 22 in Nördlingen, einer Stadt im schwäbischen Landkreis Donau-Ries in Bayern, wurde im Kern im 16. Jahrhundert errichtet. Das Fachwerkhaus ist ein geschütztes Baudenkmal.
Der zweigeschossige Giebelbau mit Satteldach hat eine verputzte Fachwerkkonstruktion, die zweifach vorkragend ist. 
Das rechte Nachbarhaus, die Nr. 20, stammt aus der gleichen Zeit.